# 夸拉州
夸拉州（英語：Kwara State）是奈及利亞36州之一，首府伊洛林。
夸拉州成立於1967年5月27日，當時雅庫布·古旺軍政府將四個地區分割成12個州，然後組成奈及利亞聯邦。成立之初，該州由當時北部地區的前伊洛林省和卡巴省組成，最初被稱為西部與中部州，但後來改為“ Kwara”，即尼日爾河的本地名稱。
自1976年以來，由於奈及利亞的新建州，夸拉州的規模已大大縮小。夸拉州在北部擁有眾多礦產資源，例如電氣石，鉭鐵礦和許多礦床。
1. ↑  . population.gov.ng.   [2017-10-10]. （原始内容存档于2017-10-10） （美国英语）.
2. ↑  . www.citypopulation.de.   [2024-02-05]. （原始内容存档于2025-02-03）.
3. 1 2  Okeowo, Gabriel; Fatoba, Iyanuoluwa (编).  (PDF). Budgit.org. BudgIT. 2022-10-13  [2023-03-07]. （原始内容 (PDF)存档于2024-03-28）.
4. ↑  . hdi.globaldatalab.org.   [2018-09-13]. （原始内容存档于2018-09-23） （英语）.